# Pomatostomus ruficeps
Pomatostomus ruficeps là một loài chim trong họ Pomatostomidae.